# Pomnik pamięci exodusu przez Zalew Wiślany
Pomnik pamięci exodusu przez Zalew Wiślany – pomnik upamiętniający tragiczne wydarzenia ewakuacji ludności z Prus Wschodnich w 1945 roku przez zamarznięty Zalew.

## Historia
Starania o utworzenie miejsca upamiętniającego wiele tysięcy ofiar ucieczki przed nadciągającą Armią Czerwoną przez Zalew Wiślany w okresie styczeń-luty 1945 podjęto w 1995. Rozpatrywane były dwie lokalizacje: w Krynicy Morskiej i we Fromborku. Złożone wielostopniowe procedury odsuwały jego realizację w czasie. Sytuacja zmieniła się po reformie administracyjnej w Polsce w 1999 roku, gdy wystarczała zgoda już tylko samorządu lokalnego. W lutym 2000 r. osoby, które przeżyły ewakuację, ponownie wystąpiły z propozycją ufundowania tablicy pamiątkowej we Fromborku. Rada Miasta Fromborka zaakceptowała wniosek o upamiętnieniu tamtych tragicznych wydarzeń.
26 maja 2001 głaz z tablicą został uroczyście odsłonięty i poświęcony przez arcybiskupa diecezji warmińskiej Edmunda Piszcza i niemieckiego biskupa Gerharda Pieschla. Na uroczystą mszę św. i odsłonięcie miejsca pamięci przybyło ok. 1500 osób.

## Charakterystyka
Na marmurowej tablicy umieszczonej na 3,5-tonowym głazie i zwróconej w stronę Zalewu widnieje napis w języku niemieckim i polskim o treści:

„450.000 ostpreußische Flüchtlinge flohen über Haff und Nehrung, gejagt vom unerbittlichen Krieg. Viele ertranken, andere starben in Eis und Schnee. Ihr Opfer mahnt zu Verständigung und Frieden.
Jan.–Febr. 1945 stycz.–luty
450.000 mieszkańców Prus Wschodnich przeżyło exodus przez Zalew i Mierzeję, pędzeni przez okrutną wojnę. Wielu utonęło, inni zginęli w lodzie i śniegu. Ich ofiary wzywają do porozumienia i pokoju.“